# 黑色狂想曲
《黑色狂想曲》，是T.K 章世炘画的漫画作品。於2013年台灣「金漫獎」獲獎少年漫畫類首獎。於中國 2012「金猴獎」獲獎，內容講述喜歡武俠與機械的少年阿墨，在畫漫畫時候不小心用了申兒給的「千年墨水」二人就被吸入墨水的世界之裡，里面阿墨所有的幻想都成真。但這世界里的威脅卻想傾巢而出。在東立出版社發行的龍少年連載。